# Осада Чернигова (1235)
Осада Чернигова (1235), Черниговская война — один из важнейших эпизодов междоусобной войны в Южной Руси в 1230-е годы. Осада войсками Галицко-Волынского и Киевского княжеств столицы Чернигово-Северского княжества зимой 1235 года с разорением прилегающих земель. Акция задумывалась как средство предотвратить овладение Киевом со стороны Михаила Черниговского и его союзника Изяслава, но в связи с отсутствием решающего успеха лишь отсрочила это.

## История
После неудачи Михаила Черниговского в борьбе против Ярослава Всеволодовича за Новгород (1231) Михаил вступил в союз с Изяславом и включился в борьбу за Киев. Киевским князем был Владимир Рюрикович из смоленских Ростиславичей, давший Даниилу за союз с ним Поросье, которое тот, в свою очередь, переуступил своим шюрятам, сыновьям Мстислава Удатного, одним из которых, по одной из версий, был и Изяслав (по другой, был новгород-северским князем).
В 1234 году борьба обострилась. Михаил осаждал Киев, и Ростислав Владимирович приехал с дипломатической миссией в Галич, после чего галицко-волынские войска двинулись на помощь Киеву. Михаил снял осаду, а Изяслав уехал к половцам за помощью. Союзники вторглись в чернигово-северские земли и осадили Чернигов, сожгли посад.
Уже под Черниговом к союзникам присоединился Мстислав Глебович — один из чернигово-северских князей (по версии Л.Войтовича, новгород-северский князь). После этого союзники, не снимая осаду, предприняли рейды к мелким городам княжества, разорив Хоробор, Сосницу, Сновск и другие.
Из Новгородской летописи известно, что во главе осаждённых был сам Михаил, и что была совершена вылазка. Галицко-волынская летопись сообщает о заключённом затем мире между Владимиром и Даниилом с одной стороны и Мстиславом и черниговцами с другой. По версии Горского А. А., вокняжение в Чернигове Мстислава Глебовича вместо Михаила как раз и стало результатом силового вмешательства. Далее Галицко-волынская летопись сообщает лишь о возвращении союзников к Киеву после заключения мира.
Содержащееся в Галицко-Волынской летописи описание использования метательных орудий при осаде Чернигова (Люто бо бЕ бой у Чернигова, оже и таранъ на нь поставиша, меташа бо каменемь полтора перестрЕла, а камень, якоже можаху 4 мужи силнии подъяти) стоит после известия о заключении мира и часто относится исследователями к описанию осады Чернигова монголами в 1239 году.
Новгородская летопись указывает на то, что Михаил нарушил договор (прельстил Даниила) и нанёс галицкому войску существенные потери, сам же Даниил едва спасся. Возможно, имеется в виду последовавший сразу после возвращения союзников от Чернигова ответный поход Михаила с черниговцами, Изяславом и половцами, закончившийся разгромом Даниила под Торческом, пленением Владимира Рюриковича и взятием Киева (а затем и Галича).